# لوئیس جکسون
لوئیس جکسون (انگلیسی: Louis Jackson؛ زادهٔ ۱۸ سپتامبر ۲۰۰۵) بازیکن فوتبال اهل بریتانیا است که در حال حاضر برای باشگاه فوتبال منچستر یونایتد بازی می‌کند. 
وی همچنین در تیم‌های ملی فوتبال زیر ۱۶ سال انگلستان، تیم ملی فوتبال زیر ۱۷ سال اسکاتلند، تیم ملی فوتبال زیر ۱۸ سال اسکاتلند و زیر ۱۹ سال اسکاتلند بازی کرده است.